# Instytut Techniczny Uzbrojenia
Instytut Techniczny Uzbrojenia – instytucja naukowo-doświadczalna Wojska Polskiego w II Rzeczypospolitej.
W programach badawczych Instytutu Technicznego Uzbrojenia ważną pozycję zajmowały prace i studia nad bronią artyleryjską oraz doświadczenia i próby z amunicją karabinową i działową. Przedmiotem zainteresowań instytutu były też sprawy zamówień części i przyrządów uzbrojenia .

## Formowanie i zmiany organizacyjne
gen. Józef Leśniewski, szef MSWoj, rozkazem nr 2232 z  24 czerwca 1919 roku powołał Instytut Wojskowo - Techniczny. 
"Celem zwiększenia sprawności M.S.W. na polu organizacyjno-administracyjnym, łączy się wszystkie sprawy wojskowe o charakterze czysto przyrodniczo-technicznym i technologicznym w Instytucie Wojskowo-Technicznym.
Instytut ten będzie najwyższym zakładem w kraju dla pielęgnowania i rozwoju wszystkich gałęzi techniki wojennej, dla opracowywania odnośnych zadań i dla rozstrzygania odnośnych zagadnień. Pod tym względem będzie on czynnikiem pomocniczo-doradczym M.S.W. w całej dziedzinie techniki wojennej"
6 marca 1926 r. Departament III MSWoj rozkazem L. dz. 615/tj.  Og.Org.Mob przeorganizował Radę Artyleryjską Instytutu w Instytut Badań Artylerii (IBA)
Z dniem 7 kwietnia 1927 Instytut Badań Artylerii został przemianowany na Instytut Badań Materiałów Uzbrojenia. 
W lipcu 1932 roku komórka instytutu – Centrala Badań Poligonowych zmieniła nazwę na Centrum Badań Balistycznych, a 28 czerwca 1935 Instytut Badań Materiałów Uzbrojenia został przekształcony w Instytut Techniczny Uzbrojenia .

## Struktura organizacyjna
Struktura w 1926 :
- kierownictwo
- Centrala Badań Poligonowych[a]
- Centrala Badań Laboratoryjnych[b]
- redakcja „Przeglądu Artyleryjskiego”
- biuro techniczne

Struktura w 1935 :
- sekretariat
- oddział ogólno-techniczny
- oddział artylerii
- oddział broni małokalibrowej
- oddział chemiczny
- oddział konstrukcyjny
- samodzielny referat administracyjny
- komisja normalizacyjna
- dział badań pirotechnicznych
- Centrum Badań Balistycznych

## Kadra instytutu
Kierownicy instytutu
- płk uzbr. Eugeniusz Szpręglewski (XII 1930 – III 1932)
- ppłk / płk uzbr. inż. Stanisław IV Witkowski (III 1932 – 1938)
- ppłk uzbr. inż. Andrzej Pomaski (1939)

Kadra oficerska w 1932 roku
- ppłk uzbr. inż. Stanisław Witkowski – komendant
- płk uzbr. inż. Gerard Długowski
- ppłk dr Tadeusz Felsztyn
- ppłk uzbr. Aleksander Kiek
- ppłk dypl. inż. Czesław Kunert*
- ppłk uzbr. inż. Henryk Rakowski*
- ppłk uzbr. Aleksander Tupaj-Isertinger
- ppłk uzbr. Wacław Antoni Vorbrodt
- mjr uzbr. inż. Michał Dembiński
- mjr uzbr. Witold Karolewski
- mjr uzbr. Roman Jan Kornella
- mjr uzbr. inż. Lucjan Marceli Małachowski
- mjr uzbr. inż. Stanisław Wojciech Mroczkowski*
- mjr uzbr. Franciszek Ostruszka
- mjr art. Józef Pyrek
- mjr uzbr. inż. Józef Sarnecki
- mjr uzbr. inż. Apolinary Żebrowski
- kpt. uzbr. Kazimierz Bełdowski
- kpt. uzbr. inż. Konstanty Borozdin
- kpt. uzbr. inż. Jan VI Dąbrowski
- kpt. uzbr. Franciszek Jan Gadowski
- kpt. uzbr. Romuald Wacław Kamiński
- kpt. uzbr. Antoni Kowalczewski
- kpt. uzbr. Roman Wincenty Krajewski
- kpt. uzbr. Adolf Łojkiewicz
- kpt. uzbr. inż. Marian Szczepan Mikołajski
- kpt. uzbr. Bolesław Pietraszewski
- kpt. uzbr. Edward Rutta
- kpt. uzbr. inż. Stefan I Szymański
- kpt. uzbr. Janusz Jan Adolf Ryszard Tomaszewicz
- kpt. uzbr. inż. Piotr Paweł Wojtczak
- kpt. uzbr. Józef Zenon Zabłocki
- kpt. art. Witold Zygmunt Zapaśnik
- por. uzbr. Stanisław Cywiński
- por. uzbr. Bronisław Edward Gillern
- por. art. Konrad Marian Roman Pawikowski
- por. uzbr. Stanisław Sieczyński
- por. uzbr. Mieczysław Euzebiusz Sydry
- por. art. Aleksander Tyszkiewicz
- por. uzbr. Jerzy Wyhowski

Obsada personalna instytutu w 1939 roku
Pokojowa obsada personalna instytutu w marcu 1939 roku:
- kierownik instytutu – ppłk inż. Andrzej Pomaski
- zastępca kierownika instytutu – ppłk inż. Lucjan Marceli Małachowski
- kierownik oddziału ogólno-technicznego – ppłk dr Tadeusz Felsztyn
- kierownik referatu ewidencyjno-statystycznego – kpt. Karol Wacław Michał Veltze
- kierownik oddziału artyleryjskiego – ppłk Aleksander Tupaj-Isertingen
- kierownik działu broni artyleryjskiej – ppłk inż. Stefan I Szymański
- kierownik referatu dział i trakcji – kpt. inż. Stanisław Karol Jarzębiński
- referent – kpt. inż. Aleksander Romuald Czekalski
- kierownik referatu artylerii specjalnej i okopowej – kpt. uzbr. Eugeniusz Bagieński †1940 Katyń[6]
- kierownik działu amunicji artyleryjskiej – kpt. Mikołaj Tarnowski
- kierownik referatu amunicji artyleryjskiej – mjr Tadeusz Kuphal
- referent – kpt. inż. Józef Stanisław Powroźnik
- kierownik referatu amunicji specjalnej i okopowej – kpt. Edward Łopatto
- kierownik oddziału broni małokalibrowej – ppłk inż. Tadeusz Edmund Stanisław Łukaszewski
- kierownik referatu broni maszynowej – mjr inż. Konstanty Borozdin
- referent – por. Janusz Zgierski
- kierownik referatu broni ręcznej – mjr Edward Rutta
- referent – kpt. Zdzisław Tułodziecki
- kierownik oddziału chemicznego – ppłk Jan I Świderski
- kierownik laboratorium analizy materiałów wybuchowych – mjr Witold Aleksander Karolewski
- kierownik laboratorium prochów – mjr inż. Jan VI Dąbrowski
- kierownik oddziału konstrukcji – mjr Ludwik Bezezowski